# Stanislas de Kontski
Stanislas de Kontski, né en 1820 à Cracovie et mort le 20 mai 1892 à Paris, est un pianiste et compositeur polonais.

## Biographie
Stanisław Kątski est le fils de Gregory Kątski (1776-1844) et de sa seconde épouse, Anna Rożycka. Il a pour frères les artistes Charles, Antoine, Apollinaire et pour sœur Eugénie de Kontski.
Il meurt à son domicile de l'Avenue de clichy à l'âge de 72 ans.